# 대사 (신라 관등)
대사(大舍)는 신라의 관직으로써 4두품이 오를 수 있는 최고위 관직이다. 관직에 오르는 것이 제한된 하위 귀족이 그나마 올라갈 수 있는 고위관직이기도 했다. 대사 이하의 관직은 명분상으로는 관직이지만 실제로는 관직이라기 보다는 그저 잡다한 일을 담당하는 일꾼에 더 가까웠으며 대사를 포함하여 4두품은 군대와 관련된 일은 할 수 없었다.